# 恩地トミ
恩地 トミ（おんち とみ、弘化3年（1846年） - 明治36年（1903年））は、江戸時代末期から明治時代にかけての馬関赤間町（山口県下関市）出身の女性。名前は登美、富美とも。下関で旅籠を経営していた恩地與兵衛の二女。母はチセ。
天誅組の公家・中山忠光の側女で、忠光の死後、唯一の子である南加を産んだ。

## 生涯
恩地家は代々回船問屋を営み、その分家の与兵衛は赤間町で旅籠屋を経営していた。元治元年（1864年）正月頃、高杉晋作率いる奇兵隊では匿っている公家・中山忠光の側女として、家柄がしっかりして礼儀作法を身につけた娘を探していた。忠光の1歳下で美しく家事を心得た19歳のトミが見出され、本人と両親の同意の元、下関・延行の里に身を隠していた忠光の元に向かわせた。
忠光は温厚で従順なトミを気に入り、およそ半年の間睦まじく過ごすが、江戸幕府方の密偵に隠れ家を突き止められる。忠光とトミ、長府藩から派遣された従者2人で響灘沿いの山間部の庄屋や寺を転々とする。その頃トミの妊娠が分かり、実家から母チセを呼び寄せて助けを受けながら、忠光と行動を共にする。追われる身となってから4ヶ月後の11月15日、忠光は俗論党が優勢となった長府藩からの刺客によって1人田耕村に誘い出されたところを殺害された。トミが最後の姿を見ることが無かった忠光と寄り添ったのは11ヶ月間であった。

### 忠光の死後
その後、トミは長府城下に送られる。忠光の従者だった江尻半右衛門宅に引き取られた後、白石正一郎の弟・大庭伝七の世話を受ける。実家で子供を産むよう下関に返されると、トミの元に奇兵隊員が訪れるようになる。
忠光殺害の1ヶ月後、奇兵隊による功山寺挙兵が起こり、藩内の俗論党は一掃される。長府藩は奇兵隊に忠光を殺害した事を知られる事を恐れ、実家に戻っていたトミを再び江尻家に移して監視下に置く。慶応元年（1865年）5月10日、江尻半右衛門宅邸で南加を産む。
奇兵隊は長府藩が忠光殺害の隠蔽のため、トミ・南加母娘を殺害しかねないとみて、産後9日目の明け方、海岸沿いにあった江尻家を舟で急襲し、母娘を奪って12キロ離れた吉田町の奇兵隊屯所に連れ去る。
長府藩は追っ手を差し向けたが母娘を取り戻せず、代わりにトミの兄弟を投獄した。母娘は奇兵隊に守護されながら住まいを転々とした。トミは南加を背負い、旅芸人一座に混じって逃げた事もあった。ある時、追っ手が舟までやってきて舟底に南加を隠してムシロで覆った。追っ手がムシロをめくって見つかったが、女の子だったので殺されずに済んだという。この逃亡生活はトミの実家・恩地家が経済的に支えていた。
南加は6歳の時に、忠光の実家中山家に引き取られ、公家の姫として成長した。南加が19歳で嵯峨公勝に嫁ぐと、トミは乳母として同行し、下谷区下谷二長町に建てられた嵯峨家の屋敷内に住み、娘から小遣いを受け取っていた。
当時、トミの美貌に伊藤博文が付け文をしたが、トミはなびかなかったという。
明治36年、下谷の嵯峨家の屋敷にて58歳で死去。